# Uilenstede (stacja metra)
Uilenstede – stacja metra w Amsterdamie, a właściwie przystanek szybkiego tramwaju, położona na linii 51 (pomarańczowej). Została otwarta 1 grudnia 1990. Znajduje się w Amstelveen, na terenie kampusu Uilenstede.